# Syllimnophora graciltarsis
Syllimnophora graciltarsis är en tvåvingeart som först beskrevs av Stein 1911.  Syllimnophora graciltarsis ingår i släktet Syllimnophora och familjen husflugor. Inga underarter finns listade i Catalogue of Life.